# سيدي محمد العلوي
الشريف سيدي محمد العلوي (ولد في 7 تموز/يوليو 1974 في طنجة) أمير علوي والحاجب الحالي للملك محمد السادس، كما قيل أنه صديق مقرب جدا منه، بالإضافة إلى كونه ابن عم بعيد له.

## الأسرة
محمد العلوي هو ابن زين العابدين العلوي (ديبولماسي من العائلة العلوية الشريفة) أما والدته فهي للا أم كلثوم العلوي وهي ابنة الأمير الحسن بن مهدي ابن السلطان محمد الرابع وابنة الأميرة للا فاطمة زهرة العزيزية ابنة عبد العزيز بن الحسن.
جده لأمه (الأمير مولاي الحسن بن المهدي) كان أيضا ثاني زوج للأميرة عائشة عمة محمد السادس والأخت الأصغر للملك الراحل الحسن الثاني. أما أمهه فيُقال أنها قريبة جدا من الأميرة للا مريم.

## الحياة والأنشطة التجارية
تلقلى محمد العلوي تعليمه في المدرسة الفرنسية في طنجة وحصل فيها عام 1999 على درجة الباكلوريوس تخصص التجارة الدولية قبل أني يلتحق بجامعة بانتيون أساس.
ينشط محمد بشكل كبير في مجال الأعمال التجارية خاصة في العقارات والسياحة والقطاعات الخاصة التي يُسيطر على الكثير منها في مدينة طنجة.